# Seasogonia lineatipennis
Seasogonia lineatipennis är en insektsart som beskrevs av Young 1986. Seasogonia lineatipennis ingår i släktet Seasogonia och familjen dvärgstritar. Inga underarter finns listade i Catalogue of Life.